# 古巴鎮區 (伊利諾伊州萊克縣)
古巴鎮區（英語：Cuba Township）是位於美國伊利諾伊州萊克縣的一個行政鎮區。

## 地方資料
根據2010年美國人口普查的數據，古巴鎮區的面積為62.80平方千米，當中陸地面積為59.10平方千米，而水域面積為3.70平方千米。當地共有人口16690人，而人口密度為每平方千米265.76人。